# Tiffany Boone
Tiffany Boone (Baltimore, 27 de agosto de 1987) es una actriz estadounidense, reconocida principalmente por sus papeles como Roxy Jones en Hunters, Mandy Lang en The Following, Savannah Snow en Beautiful Creatures y Maya Peters en la película de Netflix dirigida por George Clooney, Cielo de medianoche.

## Filmografía

### Cine
| Año  | Título                        | Papel         | Notas |
| ---- | ----------------------------- | ------------- | ----- |
| 2006 | Hamilton                      | Briana        |       |
| 2011 | Detention                     | Mimi          |       |
| 2011 | Butterfinger the 13th         | Sonja         | Corto |
| 2012 | Pie Head: A Kinda' True Story | Xochitl       |       |
| 2013 | Beautiful Creatures           | Savannah Snow |       |
| 2013 | Full                          | Jami Teasly   | Corto |
| 2020 | Cielo de medianoche           | Maya Peters   |       |
| 2024 | Mufasa: el rey león           | Sarabi        | Voz   |

### Televisión
| Año           | Título                    | Papel          | Notas        |
| ------------- | ------------------------- | -------------- | ------------ |
| 2012          | UNmatchable               | Emma Richards  | 1 episodio   |
| 2012          | Southland                 | Crystal        | 2 episodios  |
| 2012          | Suburgatory               | Alice          | 1 episodio   |
| 2013          | Grey's Anatomy            | Jaelyn Donovan | 1 episodio   |
| 2013          | Perception                | Joven          | 1 episodio   |
| 2013          | Reading Writing & Romance | Jenny          | Telefilme    |
| 2014          | The Following             | Mandy Lang     | 12 episodios |
| 2014          | Major Crimes              | Keisha Perry   | 1 episodio   |
| 2015          | Once Upon A Time          | Ursula         | 1 episodio   |
| 2015          | Complications             | Ingrid Meyers  | 4 episodios  |
| 2018–2019     | The Chi                   | Jerrika        | 16 episodios |
| 2020–presente | Hunters                   | Roxy Jones     | 10 episodios |
| 2020          | Little Fires Everywhere   | Mia Warren     | 2 episodios  |
| 2021          | Nine Perfect Strangers    | Delilah        |              |